# Аюн
Ал-Аюн или Ел-Аюн (на арабски: العيون, al-ʿUyūn) е столицата и най-големият град на окупираната от 1976 година от Мароко Западна Сахара.
Името на града, който до неотдавна е бил испанска колония, в превод от арабски значи „изворите“ или „очите“ (на арабски език думата 'айн, мн.ч. 'уйуун означава око и извор). Населението на града по последно преброяване е 188 084 души, които представляват около 80% от жителите на страната.
Централите на мироопазващата мисия на ООН и на МИНУРСО се намират в града.
Ал Аюн е главният транспортен център на страната. Той се обслужва от летището „Хасан“.

## Побратимени градове
- Алмерия, Испания
- Малага, Испания
- Соренто, Италия

1. ↑  www.wolframalpha.com //   Wolfram Alpha.